# Daniel Taradash
Daniel Taradash (Louisville, 29 gennaio 1913 – Los Angeles, 22 febbraio 2003) è stato un regista e sceneggiatore statunitense.
Nel 1954 vinse l'Oscar alla migliore sceneggiatura non originale per il film Da qui all'eternità.

## Filmografia parziale
- Passione (Golden Boy), regia di Rouben Mamoulian (1939)
- Gianni e Pinotto contro i gangsters (The Noose Hangs High), regia di Charles Barton (1948)
- La tua bocca brucia (Don't Bother to Knock), regia di Roy Ward Baker (1952)
- Da qui all'eternità (From Here to Eternity), regia di Fred Zinnemann (1953)
- Désirée, regia di Henry Koster (1954)
- Picnic, regia di Joshua Logan (1956)
- Al centro dell'uragano (Storm Center), regia di Daniel Taradash (1956)
- Una strega in paradiso (Bell, Book and Candle), regia di Richard Quine (1958)
- I morituri (Morituri), regia di Bernhard Wicki (1965)
- Hawaii, regia di George Roy Hill (1966)
- Alvarez Kelly, regia di Edward Dmytryk (1966)